# ブラジル学校

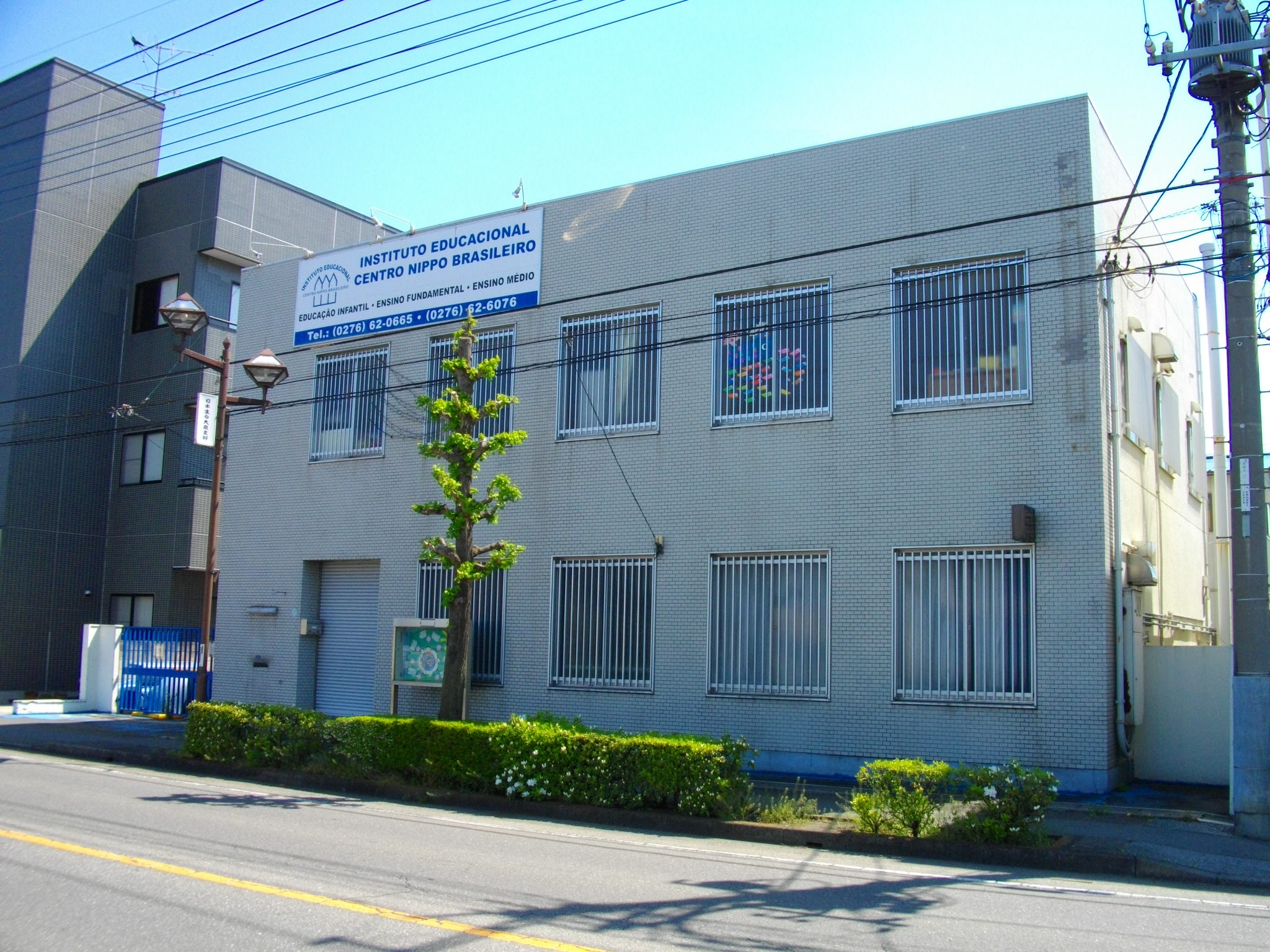
日伯学園（群馬県大泉町）

ブラジル学校（ブラジルがっこう）、ブラジリアンスクール（英語: Brazilian schools, ポルトガル語: Escolas para brasileiros）とは、在日ブラジル人のための学校（インターナショナルスクール）。ブラジル人の子弟の大半は日本の公立学校で一般日本人と同じ学習をしているが、一部はブラジル学校に通っている。
48校がブラジル政府からの認可を受けている（2010年現在）。一校あたり30人から200人くらいの児童・生徒がいる。

## 学校の数
日本各地に約80校がある。そのうち日本の都道府県より各種学校の認可を受けているのは11校に過ぎず、私塾と同じ無認可校が大半である（文部科学省調べ2010年現在）。

## 経営
ほとんどの学校は授業料のみで学校を運営している。そのため、学校経営はとても苦しい。
三井物産が2005年よりブラジル学校及び在日ブラジル人への教育支援を行っている。

### 設備
- 大半の学校は、自治体の補助を受けられないということもあってか、賃貸物件であることが多い。規模は私塾ぐらいの広さであり、グラウンドはないところが多い。また、ブラジル人学校の多くが郊外にあったり、遠くから生徒が通うことから、教員による送迎が行われている。そのための通学バスや大型ワゴンを所有している学校が一般的であったが、昨今では経営難のために売却してしまった学校も多い。
- ブラジル学校はブラジルのシラバスに基づいて運営されていることから、ブラジル同様学校内での健康診断を日本の法律上義務づけられていない。そのため、それを行う際は地元の公立小中学校などに診断機器を借り、地元のボランティアの協力のもと行われている。最近では、NPOや地域団体との協力のもと、保健教育に力を入れている学校も見受けられるが、十分とは言えず、その必要性が議論になっている。

## 教育内容
ブラジルの教育制度に準拠しているところが大半である。

### 授業料
学校の1人あたりの授業料は1ヶ月数万円が当たり前で、大変高額である。そのため2008年秋の世界的不況の折、親の失業などにより退学する者が相次いだ。そのため、運営費である学費を確保出来ず、光熱費の支払いにさえも苦労し、最悪の場合に閉校してしまうことが多い。

### 不就学
学校に通えない不就学の子供がいる。不登校化から非行へと走る。ケースや工場などで働くケース（児童労働）があり、日本のマスコミの格好の報道素材にされやすい。
ブラジル学校の一部では日本語が不自由な学児のため、日本語教室を開設している。（虹の架け橋教室）

## ブラジリアンスクール一覧

### 関東地方
群馬県
- 太田市
  - コレージオ・ピタゴラス 太田校
  - エスコーラ・パラレロ 太田校

- 大泉町
  - 日伯学園

茨城県
- 常総市
  - エスコーラ・タイヨウ

埼玉県
- 上里町
  - インスチツート・エドカショナル・TS・ヘクレアソン

### 中部地方
愛知県
- 安城市
  - エスコーラ・サンパウロ

- 豊橋市
  - 学校法人カンティーニョ学園
  - エスコーラ・アレグリア・デ・サベール 豊橋校

- 名古屋市
  - コレージオ・ブラジル・ジャパン

- 刈谷市
  - コレージオ・ピタゴラス・ジャパン 愛知校

- 豊田市
  - エスコーラ・アレグリア・デ・サベール 豊田校
  - エスコーラ・ネクター
  - エスコーラ・ビンタンド・オ・セッチ

- 碧南市
  - エスコーラ・アレグリア・デ・サベール 碧南校

- 武豊町
  - エスコーラ・エスプレサォン

- 小牧市
  - コレジオ・ドン・ボスコ

静岡県
- 浜松市
  - エスコーラ・アレグリア・デ・サベール 浜松校
  - コレージオ・ピタゴラス・ブラジル
  - エスコーラ・ブラジレイラ・デ・ハママツ
  - カンティーニョ フェリス
  - エスコーラ アルカンセ
  - ムンド・デ・アレグリア

- 富士市
  - エスコーラ・フジ

- 湖西市
  - エスコーラ・ノヴァ・エーラ

- 袋井市
  - エスコーラ・コニェセール

- 掛川市
  - セントロ・エドカショナル・ソヒーゾ・デ・クリアンサ

- 菊川市
  - セントロ・デ・エンシノ・ニポ・ブラジレイロ

- 磐田市
  - CEPブラジル
  - エスコーラ・オビジェチーヴォ・デ・イワタ

岐阜県
- 大垣市
  - HIRO学園

- 各務原市
  - セントロ・エドカショナル・ノヴァ・エターパ

- 美濃加茂市
  - イサキ・ニュートン・カレッジ

長野県
- 伊那市
  - コレージオ・デザフィーオ

- 箕輪町
  - エスコーラ・アウゴダォン・ドセ

### 近畿地方
三重県
- 四日市市
  - ニッケン学園

- 鈴鹿市
  - エスコーラ・アレグリア・デ・サベール 鈴鹿校

滋賀県
- 近江八幡市
  - 日本ラチーノ学院

- 湖南市
  - ラテン学園

- 愛荘町
  - サンタナ学園

### 中国地方
岡山県
- 総社市
  - エスコーラ・モモタロウ・オカヤマ